# Rhamphina
Rhamphina är ett släkte av tvåvingar. Rhamphina ingår i familjen parasitflugor.
Kladogram enligt Catalogue of Life:
| Rhamphina | \| \| Rhamphina longirstris \| \| \| \| \| \| Rhamphina pedemontana \| \| \| \| |
|           | \| \| Rhamphina longirstris \| \| \| \| \| \| Rhamphina pedemontana \| \| \| \| |
|           | Rhamphina longirstris                                                           |
|           |                                                                                 |
|           | Rhamphina pedemontana                                                           |
|           |                                                                                 |